# 루이 셰브럴레이
루이 셰브럴레이(Louis Chevrolet, 1878년 12월 25일 ~ 1941년 6월 6일)는 스위스 태생의 미국 남성 자동차 레이서, 자동차 설계 제조자이다. 그의 조상은 프랑스 사람이며, 그는 스위스 뇌샤텔주에서 출생하였다.
1911년 자신의 이름을 딴 자동차 제조사 쉐보레 자동차를 공동 설립하였고, 1915년 미국 시민권을 취득하였다. 1917년 제너럴 모터스 설립자 윌리엄 듀란트에게 쉐보레의 지분을 넘겼다.

## 같이 보기
- 쉐보레
- 김우중